# Alexander Filippov
Alexander Filippov (en russe :  Александр Филипов), né le 5 septembre 1984 en Russie, est un coureur cycliste russe professionnel dans les années 2000.

## Biographie
Alexander Filippov est un spécialiste du contre-la-montre membre de l’équipe Katusha en 2010. Il fait ses débuts dans les peloton professionnel en 2006 au Tour du Frioul-Vénétie en Italie, le mois suivant il remporte la Coppa della Pace et se classe deuxième du Trofeo Alcide Degasperi. Il réalise ces bonnes performances sous les couleurs de l’équipe Amore & Vita - McDonalds. En 2007, il remporte le Tour du Frioul-Vénétie en terminant sur le podium de la 2e et de la 4e étape. En 2009, il remporte une étape de ce tour et termine 15e du classement général. Il rejoint l’équipe Katusha en 2010 mais n’est pas conservé en fin de saison. En 2011, il termine sur le podium d’une étape du Tour de Sochi puis prend sa retraite définitive.

## Palmarès sur route

### Par année
- 2005
  - 4e du championnat de Russie du contre-la-montre
  - 5e du championnat d'Europe du contre-la-montre juniors
- 2006
  - Coppa della Pace
  - 2e du Trofeo Alcide Degasperi
  - 4e du championnat du monde du contre-la-montre juniors
  - 7e du championnat de Russie du contre-la-montre
  - 10e du championnat d'Europe du contre-la-montre juniors
- 2007
  - Tour du Frioul-Vénétie Julienne
  - 4e du championnat de Russie du contre-la-montre
- 2009
  - 5e étape du Tour du Frioul-Vénétie Julienne
  - 7e du championnat de Russie du contre-la-montre
- 2010
  - 7e du championnat de Russie du contre-la-montre

### Classements mondiaux
| Année                                 | 2009 | 2010 | 2011 |
| ------------------------------------- | ---- | ---- | ---- |
| UCI Europe Tour                       | 450e | nc   | 850e |
| UCI Asia Tour                         | nc   | 208e | nc   |
| UCI Africa Tour                       | nc   | 163e | nc   |
|                                       |      |      |      |
| Légende : nc = non classéSource : UCI |      |      |      |